# Norton Nascimento
Norton Nascimento (Belém, 4 de enero de 1962-São Paulo, 21 de diciembre de 2007) fue un actor de cine y televisión brasileño. 

## Biografía
Inició su carrera en la TV en la novela Os Imigrantes, exhibida en la Rede Bandeirantes en 1981, al mismo tiempo que jugaba baloncesto profesionalmente, lo que hizo hasta la edad de veintisiete años. Se destacó al actuar en la miniserie Agosto y en la novela Fera Ferida, de Aguinaldo Silva, ambas en 1993, en TV Globo.
Luego tuvo otros papeles destacados en las novelas A Próxima Vítima (1995) y A Padroeira (2001). En la misma época, se convirtió en evangélico e ingresó en la Iglesia Renacer en Cristo, a la que fue invitado por su esposa, la actriz Kelly Cândia, a quien conoció en el teatro. Llegó a ser uno de los miembros más activos da la iglesia, participando en el «ministerio del teatro». Paralelamente, participó de la telenovela Maria Esperança, exhibida en 2007 por SBT, su último trabajo en la TV.
En diciembre de 2003, Norton Nascimento se sometió a un trasplante de corazón para corregir un aneurisma de la aorta, después de estar cincuenta y dos días hospitalizado. Necesitó setenta y tres transfusiones, de sangre, plaquetas, plasma. El corazón fue donado por la familia de un médico carioca que murió en un accidente automovilístico. Tras seis meses de recuperación, su esposa lo condujo a la iglesia y comenzó a trabajar con comunidades empobrecidas, a la vez que realizaba campañas en pro de la donación de órganos con el lema «Donar es amar». Había dejado de fumar para ayudar a proteger su salud.
En la mañana del 21 de diciembre de 2007, Norton falleció a los 45 años de edad por insuficiencia cardíaca provocada por una infección pulmonar. Estaba internado en la unidad de cuidados intensivos del hospital Beneficência Portuguesa de São Paulo.

## Televisión
- 1981: Os Imigrantes
- 1992: De corpo e alma
- 1993: Fera Ferida... Wotan
- 1993: Agosto... Chicão
- 1995: La próxima víctima... Sidney Noronha
- 1996: O Fim do Mundo... Frei Eusébio
- 1997: Malhação... Fausto
- 1994: Você Decide
- 1999: Chiquinha Gonzaga... Joaquim Antônio da Silva Callado Júnior
- 2000: Aquarela do Brasil... Bemol
- 2001: Sai de Baixo... Filipe
- 2001: Brava Gente... Marcelo
- 2001: As Filhas da Mãe... Investigador Marcelo
- 2001: A Padroeira... Zacarias
- 2006: Papai Noel Existe (especial de fin de año)
- 2007: Maria Esperança .. Nocaute (Bento de Jesus)

## Cine
- 1995: Carlota Joaquina : Princesa do Brasil... Fernando Leão
- 1998: Drama Urbano... Waldo
- 1999: Até que a Vida nos Separe... Pedro
- 2004: Araguaia - A Conspiração do Silêncio... Osvaldão

- Datos: Q117132